# Cardioperla media
Cardioperla media är en bäcksländeart som beskrevs av Hynes 1982. Cardioperla media ingår i släktet Cardioperla och familjen Gripopterygidae. Inga underarter finns listade i Catalogue of Life.